# Grand Prix Maďarska 2014
Grand Prix Maďarska 2014 (oficiálně Formula 1 Pirelli Magyar Nagydíj 2014) se jela na okruhu Hungaroring v Budapešti v Maďarsku dne 27. července 2014. Závod byl jedenáctým v pořadí v sezóně 2014 šampionátu Formule 1.

## Kvalifikace
| Poř.                       | No. | Jezdec            | Konstruktér             | Časy v kvalifikaci | Časy v kvalifikaci | Časy v kvalifikaci | Pořadí na startu |
| Poř.                       | No. | Jezdec            | Konstruktér             | Q1                 | Q2                 | Q3                 | Pořadí na startu |
| -------------------------- | --- | ----------------- | ----------------------- | ------------------ | ------------------ | ------------------ | ---------------- |
| 1                          | 6   | Nico Rosberg      | Mercedes                | 1:25.227           | 1:23.310           | 1:22.715           | 1                |
| 2                          | 1   | Sebastian Vettel  | Red Bull Racing-Renault | 1:25.662           | 1:23.606           | 1:23.201           | 2                |
| 3                          | 77  | Valtteri Bottas   | Williams-Mercedes       | 1:25.690           | 1:23.776           | 1:23.354           | 3                |
| 4                          | 3   | Daniel Ricciardo  | Red Bull Racing-Renault | 1:25.495           | 1:23.676           | 1:23.391           | 4                |
| 5                          | 14  | Fernando Alonso   | Ferrari                 | 1:26.087           | 1:24.249           | 1:23.909           | 5                |
| 6                          | 19  | Felipe Massa      | Williams-Mercedes       | 1:26.592           | 1:24.030           | 1:24.223           | 6                |
| 7                          | 22  | Jenson Button     | McLaren-Mercedes        | 1:26.612           | 1:24.502           | 1:24.294           | 7                |
| 8                          | 25  | Jean-Éric Vergne  | Toro Rosso-Renault      | 1:24.941           | 1:24.637           | 1:24.720           | 8                |
| 9                          | 27  | Nico Hülkenberg   | Force India-Mercedes    | 1:26.149           | 1:24.647           | 1:24.775           | 9                |
| 10                         | 20  | Kevin Magnussen   | McLaren-Mercedes        | 1:26.578           | 1:24.585           | Bez času           | PL               |
| 11                         | 26  | Daniil Kvjat      | Toro Rosso-Renault      | 1:25.361           | 1:24.706           |                    | 10               |
| 12                         | 99  | Adrian Sutil      | Sauber-Ferrari          | 1:26.027           | 1:25.136           |                    | 11               |
| 13                         | 11  | Sergio Pérez      | Force India-Mercedes    | 1:25.910           | 1:25.211           |                    | 12               |
| 14                         | 21  | Esteban Gutiérrez | Sauber-Ferrari          | 1:25.709           | 1:25.260           |                    | 13               |
| 15                         | 8   | Romain Grosjean   | Lotus-Renault           | 1:26.136           | 1:25.337           |                    | 14               |
| 16                         | 17  | Jules Bianchi     | Marussia-Ferrari        | 1:26.728           | 1:27.419           |                    | 15               |
| 17                         | 7   | Kimi Räikkönen    | Ferrari                 | 1:26.792           |                    |                    | 16               |
| 18                         | 10  | Kamui Kobajaši    | Caterham-Renault        | 1:27.139           |                    |                    | 17               |
| 19                         | 4   | Max Chilton       | Marussia-Ferrari        | 1:27.819           |                    |                    | 18               |
| 20                         | 9   | Marcus Ericsson   | Caterham-Renault        | 1:28.643           |                    |                    | 19               |
| 107% času vítěze: 1:30:886 |     |                   |                         |                    |                    |                    |                  |
| —                          | 44  | Lewis Hamilton    | Mercedes                | Bez času           |                    |                    | PL               |
| —                          | 13  | Pastor Maldonado  | Lotus-Renault           | Bez času           |                    |                    | 20               |
| Zdroj:                     |     |                   |                         |                    |                    |                    |                  |

Poznámky
1. 1 2  Kevin Magnussen a Lewis Hamilton museli kvůli výměně šasi startovat z boxové uličky.
2. ↑  Pastor Maldonado nezaznamenal čas, kterým by se kvalifikoval ve 107 % času vítěze. Start mu byl povolen sportovními komisaři.

## Závod
| Poř.   | No. | Jezdec            | Konstruktér             | Počet kol | Čas/Odstoupení  | Pořadí na startu | Body |
| ------ | --- | ----------------- | ----------------------- | --------- | --------------- | ---------------- | ---- |
| 1      | 3   | Daniel Ricciardo  | Red Bull Racing-Renault | 70        | 1:53:05.058     | 4                | 25   |
| 2      | 14  | Fernando Alonso   | Ferrari                 | 70        | +5.225          | 5                | 18   |
| 3      | 44  | Lewis Hamilton    | Mercedes                | 70        | +5.857          | PL               | 15   |
| 4      | 6   | Nico Rosberg      | Mercedes                | 70        | +6.361          | 1                | 12   |
| 5      | 19  | Felipe Massa      | Williams-Mercedes       | 70        | +29.841         | 6                | 10   |
| 6      | 7   | Kimi Räikkönen    | Ferrari                 | 70        | +31.491         | 16               | 8    |
| 7      | 1   | Sebastian Vettel  | Red Bull Racing-Renault | 70        | +40.964         | 2                | 6    |
| 8      | 77  | Valtteri Bottas   | Williams-Mercedes       | 70        | +41.344         | 3                | 4    |
| 9      | 25  | Jean-Éric Vergne  | Toro Rosso-Renault      | 70        | +58.527         | 8                | 2    |
| 10     | 22  | Jenson Button     | McLaren-Mercedes        | 70        | +1:07.280       | 7                | 1    |
| 11     | 99  | Adrian Sutil      | Sauber-Ferrari          | 70        | +1:08.169       | 11               |      |
| 12     | 20  | Kevin Magnussen   | McLaren-Mercedes        | 70        | +1:18.465       | PL               |      |
| 13     | 13  | Pastor Maldonado  | Lotus-Renault           | 70        | +1:24.024       | 20               |      |
| 14     | 26  | Daniil Kvjat      | Toro Rosso-Renault      | 69        | +1 kolo         | 10               |      |
| 15     | 17  | Jules Bianchi     | Marussia-Ferrari        | 69        | +1 kolo         | 15               |      |
| 16     | 4   | Max Chilton       | Marussia-Ferrari        | 69        | +1 kolo         | 18               |      |
| Ret    | 21  | Esteban Gutiérrez | Sauber-Ferrari          | 32        | Elektronika     | 13               |      |
| Ret    | 10  | Kamui Kobajaši    | Caterham-Renault        | 24        | Palivový systém | 17               |      |
| Ret    | 11  | Sergio Pérez      | Force India-Mercedes    | 22        | Nehoda          | 12               |      |
| Ret    | 27  | Nico Hülkenberg   | Force India-Mercedes    | 14        | Kolize          | 9                |      |
| Ret    | 8   | Romain Grosjean   | Lotus-Renault           | 10        | Přetočení       | 14               |      |
| Ret    | 9   | Marcus Ericsson   | Caterham-Renault        | 7         | Nehoda          | 19               |      |
| Zdroj: |     |                   |                         |           |                 |                  |      |

## Průběžné pořadí po závodě
Pohár jezdců
|  | Pořadí | Jezdec           | Body |
|  | ------ | ---------------- | ---- |
|  | 1      | Nico Rosberg     | 202  |
|  | 2      | Lewis Hamilton   | 191  |
|  | 3      | Daniel Ricciardo | 131  |
|  | 4      | Fernando Alonso  | 115  |
|  | 5      | Valtteri Bottas  | 95   |

Pohár konstruktérů
|   | Pořadí | Konstruktér             | Body |
| - | ------ | ----------------------- | ---- |
|   | 1      | Mercedes                | 393  |
|   | 2      | Red Bull Racing-Renault | 219  |
| 1 | 3      | Ferrari                 | 142  |
| 1 | 4      | Williams-Mercedes       | 135  |
|   | 5      | Force India-Mercedes    | 98   |